# Myos Hormos
Myos Hormos („Muschel-Hafen“) war ein ptolemäischer Hafen am Roten Meer. Er wird unter anderem von Strabon (Geographika 16,4,5) und im Periplus Maris Erythraei (40–70 n. Chr.) erwähnt. Danach war er, von Norden aus gesehen, der erste Hafen auf afrikanischer Seite und lag 1.800 Stadien von Berenike entfernt. Zwischen Myos Hormos und Koptos lagen nach Strabon (Geographika 17,1,45) zahlreiche Befestigungen, in denen die Schiffe Wasser aufnehmen konnten (Hydreumata).

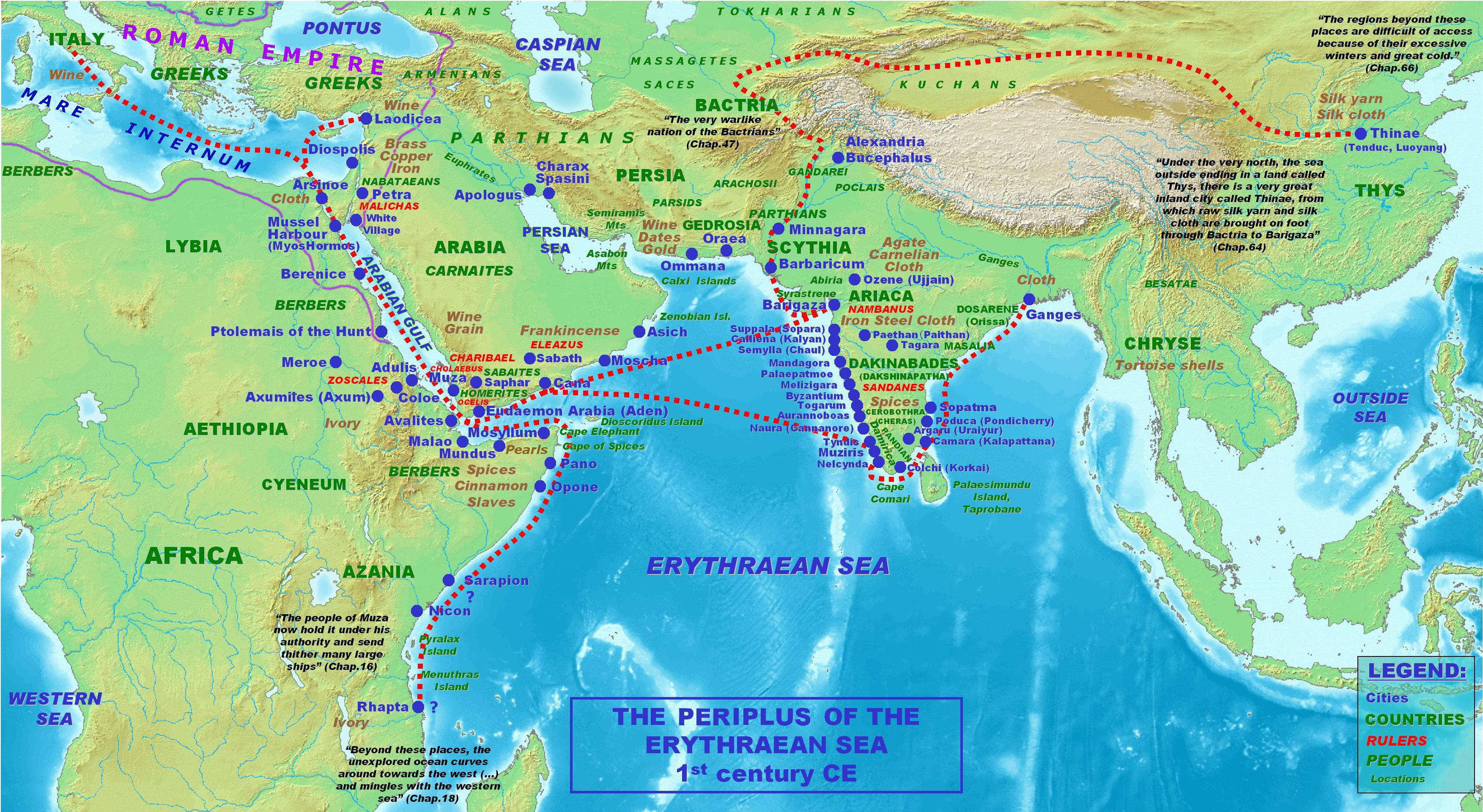
Routen des Periplus; seine Handelsroutenbeschreibung (Römisch-indische Beziehungen) nach dem Periplus Maris Erythraei um die Mitte des 1. Jahrhunderts

Auch in römischer Zeit blieb Myos Hormos einer der wichtigsten Häfen am Roten Meer, zu Zeiten Strabons segelten von hier jährlich 120 Schiffe nach Indien. Er wurde aber später in der Bedeutung von dem weiter südlich gelegenen Berenike überrundet.

## Identifikation
Myos Hormos wurde bereits mit Abu Scha’ar, Ras Abu Soma und Safaga gleichgesetzt. Am wahrscheinlichsten ist jedoch die Identifikation mit Qusair al-qadim, d. h. „Alt-Qusair“, das ca. 6 km nördlich des heutigen (Neu-)Qusair liegt und im Hochmittelalter ähnlich bedeutend war wie einst Myos Hormos.
Peacock schlug diese Gleichsetzung 1993 wegen der auf Luftbildern erkennbaren Topographie vor, die den antiken Beschreibungen von Myos Hormos entsprach. 1999 begannen Ausgrabungen im römischen Hafen, wo schließlich ein Papyrus vom 25. März 93 n. Chr. gefunden wurde, der „Myos Hormos am Erythräischen Meer“ und damit vermutlich den Fundort selbst benennt.